# Гедик, Намык
Намык Гедик (тур. Namık Gedik, 1 января 1911, Стамбул — 27 мая 1960, Анкара) — турецкий врач и политик. Входил в состав Демократической партии, которая была правящей в 1950-60 годах. Дважды занимал пост министра внутренних дел в 1950-х годах. Кемаль Карпат называл его одним из «перспективных профессионалов» раннего периода Демократической партии. После государственного переворота 1960 года был арестован, покончил с собой в тюрьме.

## Биография
Был родом из большой семьи, происходившей из Ушака. Родился в 1911 году в Трабзоне, его отец служил на почте. В 1930 году Гедик окончил лицей Кабаташ, после поступил в Стамбульский университет, который окончил в 1936 году со степенью бакалавра в области медицины.
Во время учёбы в университете входил в Национальный союз турецких студентов.
После окончания университета работал врачом в Чине. В 1942 году окончил специалитет в области медицины в госпитале Хайдарпаши. После этого работал по специальности в различных городах до 1946 года, когда завершил медицинскую карьеру и принял участие в создании Демократической партии. В результате всеобщих выборов 1950 года был избран членом Великого национального собрания от Айдына, переизбирался в 1954 и 1957 годах.
В правительствах Аднана Мендереса дважды занимал пост министра внутренних дел, в 1954-55 и 1956-60 годах. В первый ушёл с поста после Стамбульского погрома. В период нахождения Гедика на посту постепенно росло разногласие между членами правящей Демократической партии и оппозицией. Это привело к свержению Демократической партии в результате государственного переворота 1960 года. После переворота Гедик и ряд других членов Демократической партии были арестованы.
29 мая 1960 года Намык Гедик покончил с собой, выбросившись с 4-го этажа здания Военного колледжа Анкары, в котором находился под арестом.

## Личная жизнь
В 1937 году женился на судье Мелахат Гедик. В 1980-х годах она вступила в партию верного пути, от неё избиралась в Великое национальное собрание. Умерла в 1999 году. У них было двое детей, их сын Арда Гедик умер в сентябре 2011 года.